# O Teatro Mágico
O Teatro Mágico (OTM) é um grupo musical brasileiro formado em 2003 na cidade de Osasco, São Paulo, criado por Fernando Anitelli. Além disso, é um projeto que reúne elementos do circo, do teatro, da poesia, da música, da literatura, da política e do cancioneiro popular, tornando possível a junção de diferentes segmentos artísticos numa mesma apresentação.
| “ | O Teatro Mágico está crescendo porque as pessoas estão colaborando. Elas nos ajudam a compor, e podem tirar fotos e gravar vídeos para o nosso site. Para nós, essa interação é muito importante: o público alimenta a trupe e a gente responde. É essa a fórmula que faz acontecer! | ” |

Possui cinco álbuns de estúdio: Entrada para Raros, O Segundo Ato, A Sociedade do Espetáculo, Grão do Corpo e Allehop, além de alguns DVDs e álbuns ao vivo.
As canções são inspiradas nas obras de Hermann Hesse, escritor alemão ganhador do Prêmio Nobel de Literatura que apresentou o conceito de teatro mágico em seu livro O Lobo da Estepe. Os integrantes da trupe se apresentam maquiados e vestidos de palhaço. Usam violões, guitarra, baixo, percussão, teclados, pianos elétricos, sintetizadores e bateria. São cinco músicos e três artistas/bailarinas performáticas.

## História

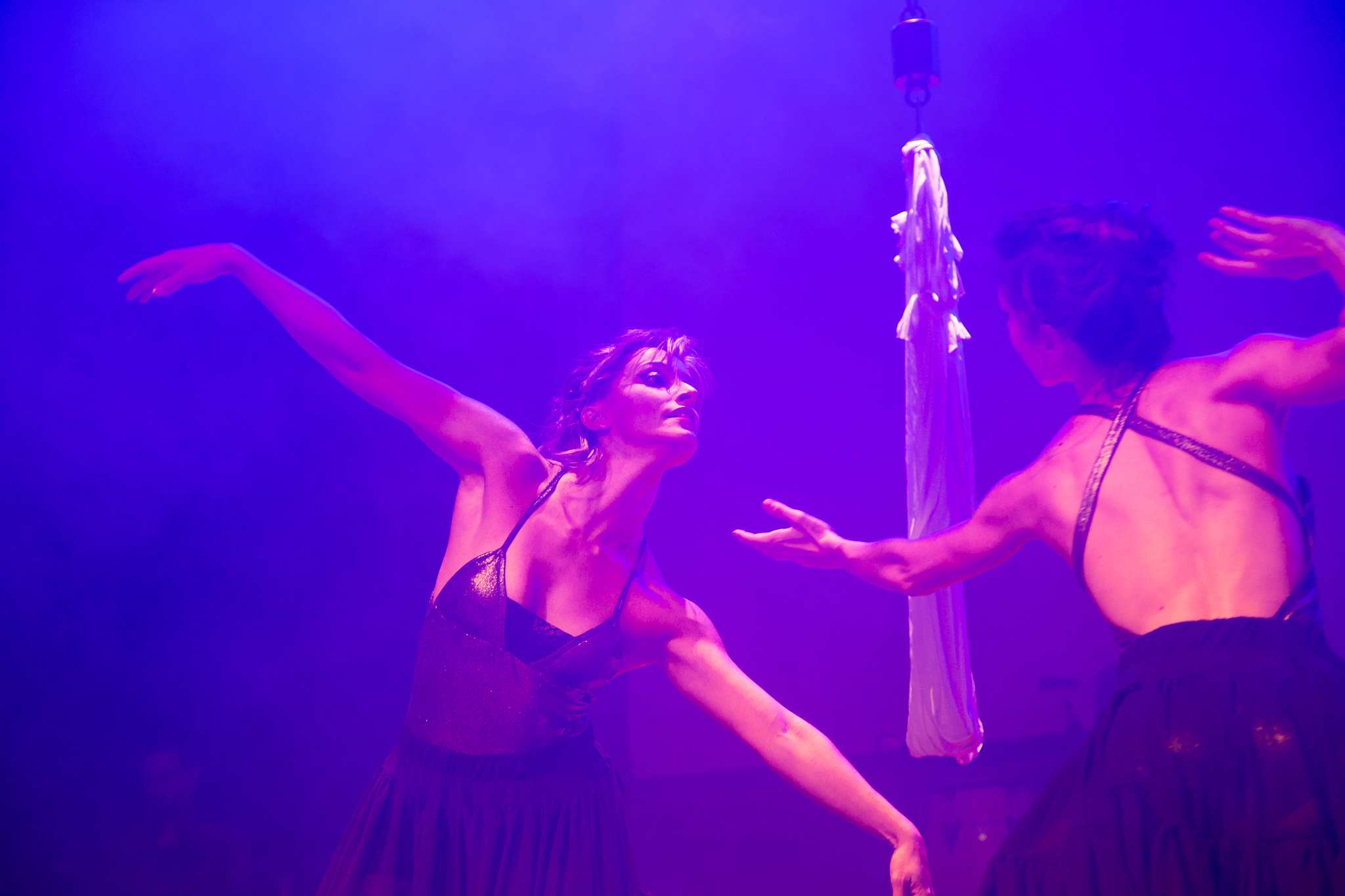
Foto: Luiz Rodrigues

O Teatro Mágico foi criado por Fernando Anitelli, ator, músico e compositor das canções do show. A equipe que o acompanha foi formada em dezembro de 2003 por amigos e artistas que acreditaram no projeto. Trabalha sem apoio de gravadoras ou campanhas midiáticas. Foram os recordistas em público na Virada Cultural da Prefeitura de São Paulo nos anos 2007 e 2008.
Em 19 de abril de 2008, o grupo se apresentou no programa Altas Horas, da Rede Globo, com uma apresentação circense, cantando "Camarada d'água". Em 18 de junho de 2008, três anos depois do lançamento de seu primeiro álbum, O Teatro Mágico fez o lançamento de seu segundo álbum de estúdio, intitulado O Teatro Mágico: Segundo Ato.
No dia 28 de março de 2009, voltaram a se apresentar no programa Altas Horas, cantando duas canções do segundo álbum, "Pena" e "Mérito e o Monstro". O programa contou também com a presença da apresentadora Xuxa Meneghel e da cantora Ivete Sangalo, que também se embalaram ao som da trupe.
No dia 24 de abril de 2010, a trupe participou da novela Viver A Vida da Rede Globo. Eles foram convidados pelo diretor de núcleo, Jayme Monjardim, e se apresentaram na inauguração de um restaurante da trama, executando as músicas "O Anjo mais velho" e "Pena".
O terceiro disco da banda foi lançado em 2011, quase juntamente com o projeto solo de Fernando Anitelli As Claves da Gaveta, intitulado de A Sociedade do Espetáculo. Recombinando Atos é o quarto álbum da trupe.
Em 2013, fez participação especial no último capítulo da novela Flor do Caribe, cantando no casamento dos mocinhos e protagonistas da trama, interpretados por Grazi Massafera e Henri Castelli. Neste mesmo ano, O Teatro Mágico faz uma participação especial na música “Presságio”, da banda Gloria, presente no álbum [Re]nascido em Chamas.
Grão do Corpo é o quarto álbum do grupo, que apresenta apenas onze faixas e uma duração menor do que os anteriores, que continham 19 faixas e uma duração geralmente acima de uma hora. Álbum de incrível sonoridade e qualidade mas que se afastava um pouco do caminho seguido nos álbuns anteriores. Criticado por muitos fãs e amados por outros, o Grão do Corpo foi premiado pela originalidade da capa do álbum; 
Após dois anos divulgando o CD Grão do Corpo, a banda lança Allehop, um novo álbum com dez músicas, sendo uma delas já conhecida dos fãs: "Soprano", antes gravada no álbum solo de Fernando Anitelli, o As Claves da Gaveta. 

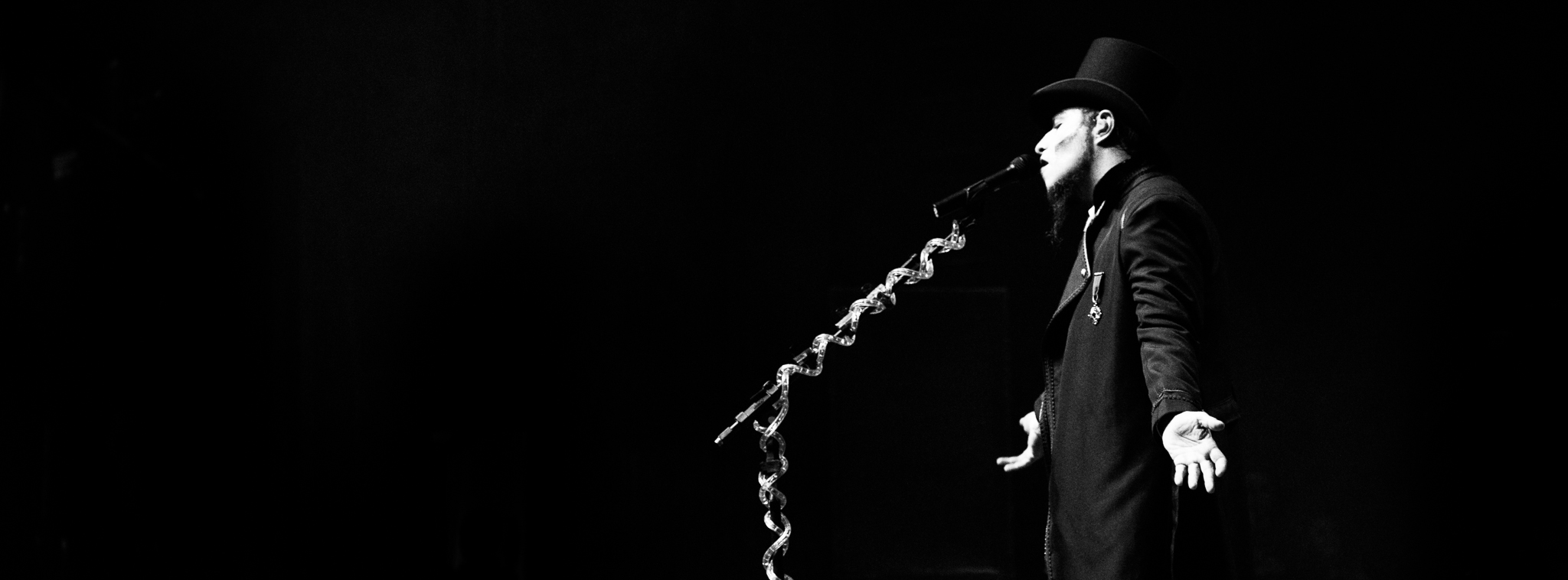
Foto: Luiz Rodrigues

Em 2015, as músicas "Nosso Pequeno Castelo" e "Folia No Meu Quarto" entrou na trilha-sonora da telenovela infanto-juvenil Cúmplices de um Resgate.
Em 2022, lançam o sétimo disco de estúdio, Luzente, que conta "Anti-herói" (Tomaz Lenz, Fred Sommer e Áureo Gandour), regravação de tema do repertório da banda carioca Motel 11-11.

## Discussão com Rick Bonadio
Em 2009, o diretor musical Rick Bonadio fez duras críticas ao movimento "Música Para Baixar - MPB". Segundo ele, "quem dá música de graça na internet é estúpido e não valoriza seu trabalho. Quem baixa músicas sem autorização sabe que está lesando o artista".
Em resposta, o músico Fernando Anitelli, defensor ferrenho da música livre no Brasil, disse: "Alguém que se diz realizado não precisa chamar de estúpida uma nova geração de músicos".

## Integrantes

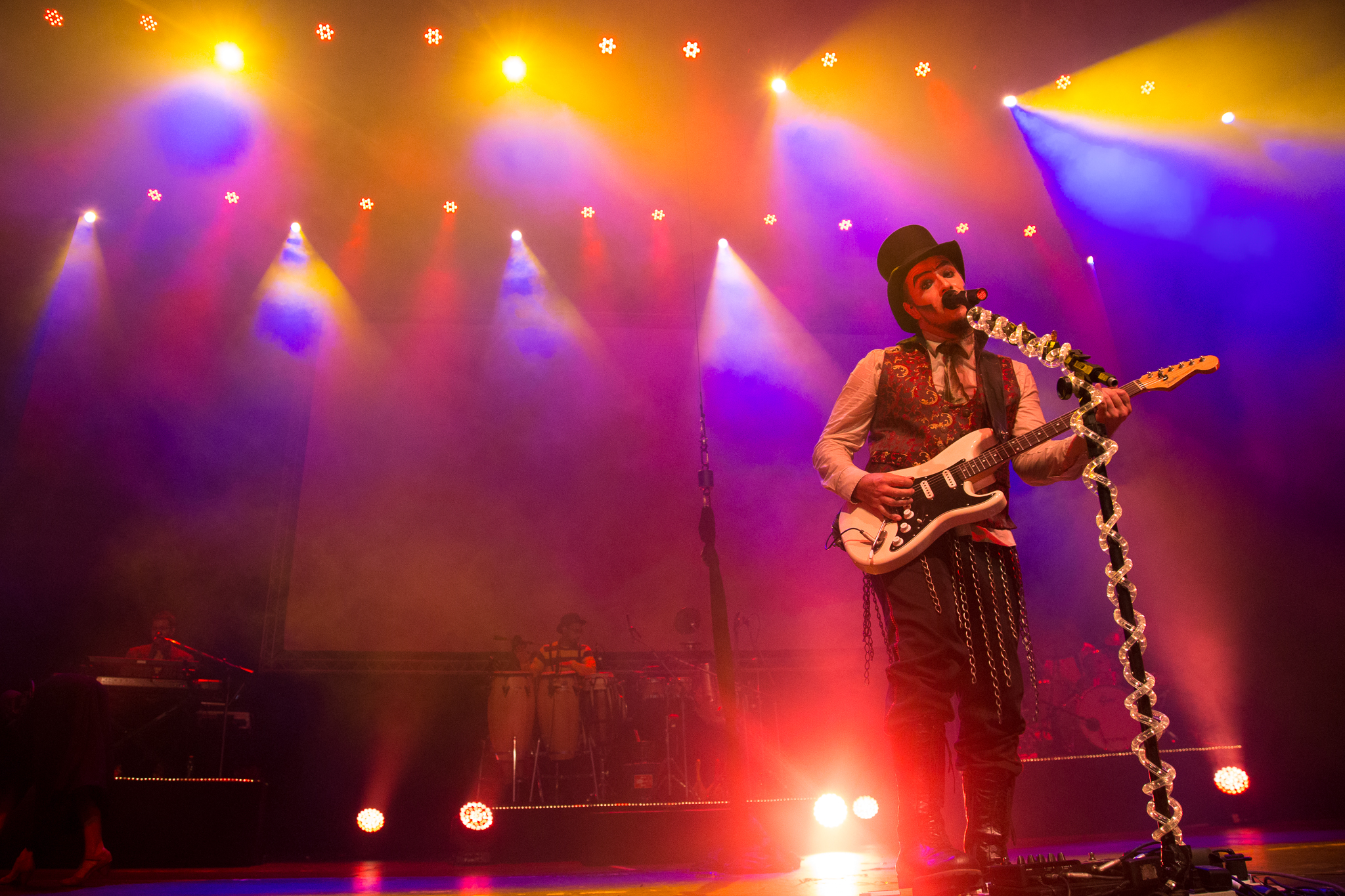
Foto: Luiz Rodrigues

### Músicos
Formação atual
- Fernando Anitelli (vocal, violão)
- Zeca Loureiro (guitarra)
- Rafael dos Santos (bateria)
- Maria Fernanda (violino)
- Emerson Marciano (baixo)
- Pedro Martins

### Artistas performáticos
- Andrea Barbour
- Nô Stopa
- Nathalia Dias
- Nayara Dias
- Matheus Bonassa (Tocinho)

## Discografia

### Álbuns de estúdio
| Ano  | Título                    | Formato |
| ---- | ------------------------- | ------- |
| 2003 | Entrada para Raros        | CD      |
| 2008 | Segundo Ato               | CD      |
| 2011 | A Sociedade do Espetáculo | CD      |
| 2014 | Grão do Corpo             | CD      |
| 2016 | Allehop                   | CD      |
| 2022 | Luzente                   | CD      |

### Álbuns ao vivo
| Ano  | Título                                   | Formato |
| ---- | ---------------------------------------- | ------- |
| 2008 | Entrada para Raros - Ao Vivo             | DVD     |
| 2009 | Segundo Ato - Ao Vivo                    | DVD     |
| 2013 | Recombinando Atos - Ao Vivo em São Paulo | DVD     |

### Participações Especiais
- 2013 - Música “Presságio”, da banda Gloria, presente no álbum Renascido em Chamas.[8]
- 2017 - Música "Pra acertar" em parceria com a "Orquestra Contemporanêa de Olinda"

## Indicações, Prêmios e Recordes
- Recorde de Público na Virada Cultural 2007 (40 mil pessoas em São Paulo) e 30 mil pessoas na Virada Cultural 2008 (recorde para o horário das 9h da manhã de domingo);[3]
- Em 2012, a faixa "Nosso Pequeno Castelo" foi indicado ao Hit do Ano no VMB 2012.[11]